# Shanghai Shenhua
Shanghai Shenhua je kineski nogometni klub iz Šangaja. Osnovan je 1993. godine. Momčad igra na stadionu Hongkou koji je obnovljen 2007. godine.  Stadion ima 33.060 mjesta. 

## Poznati igrači
- Jörg Albertz
- Carsten Jancker
- Jochen De Coene
- Brian Boitano
- Andres Oper
- Didier Drogba
- Nicolas Anelka

## Poznati treneri
- Miroslav Blažević
- Jean Tigana
- Dražen Besek
- Sergio Batista

## Vanjske poveznice
- Službena stranica